# Teofilo d'India
Teofilo (greco: Theophilos; fl. I secolo a.C.) fu un sovrano indo-greco che regnò sul Paropamisadae. Era probabilmente un parente di Zoilo I.

## Biografia
La cronologia del regno di Teofilo può essere solo intuita dall'analisi della sua monetazione. Richard C. Senior lo vuole regnante negli anni 130 a.C., mentre Bopearachchi suggerisce una data più tarda, il 90 a.C.; entrambi gli studiosi ritengono, però, che i regni di Teofilo e di Nicia siano stati consecutivi, in quanto i monogrammi incisi sulle loro monete sono uguali.
Così come Zoilo, anche Teofilo coniò monete d'argento di standard indiano su cui era raffigurato Ercole, simbolo della casata di Eutidemo I, e su cui era riportata l'attributo Dikaios (in greco) o Dharmikasa (in kharoshthi), "Il Giusto/Seguace del Dharma"; legende simili sono presenti sulla monetazione di bronzo.
Esiste però una monetazione di un certo re Teofilo completamente differente, coniata secondo gli standard attici e attestata in Battria. Queste monete presentano un rovescio raffigurante Atena seduta con la Nike, il titolo di "Re Autocrate" e un diverso monogramma. Sebbene questa dualità non è comune tra i sovrani indo-greci, secondo Bopearachchi i due sovrani vanno considerati la stessa persona, anche per la similarità di stile dei diademi raffigurati sui ritratti dei re presenti sulle monete.